# Olonia ornata
Olonia ornata är en insektsart som beskrevs av Victor Lallemand 1928. Olonia ornata ingår i släktet Olonia och familjen Eurybrachidae. Inga underarter finns listade i Catalogue of Life.